# Pietro Bestetti
Pietro Bestetti, detto Pierino (Pioltello, 12 dicembre 1898 – Milano, 3 gennaio 1936), è stato un ciclista su strada italiano.
Professionista tra il 1921 ed il 1931, conta due vittorie di tappa al Giro d'Italia; anche suo fratello Angelo fu corridore professionista

## Carriera
Fu gregario di Costante Girardengo, ma seppe anche imporsi in alcuni sprint. Da dilettante vinse la Tre Valli Varesine nel 1919 ed i campionati italiani nel 1920, partecipando nello stesso anno ai Giochi della VII Olimpiade di Anversa. Da professionista vinse la Coppa Cavaciocchi nel 1922, il Giro del Lemano nel 1923, il campionato italiano nella categoria professionisti juniores nel 1923 e nel 1924, aggiudicandosi il Giro dell'Umbria.
Partecipò sette volte al Giro d'Italia, vincendo due tappe, a Pisa nel 1925 ed a Udine nel 1926, battendo in entrambe le occasioni Alfredo Binda in volata. Nel 1925 concluse la Parigi-Roubaix al secondo posto, diventando il primo italiano a salire sul podio dopo i fratelli Garin. Nelle ultime stagioni corse da isolato, come capitano della propria squadra.
Morì nel 1936, a 37 anni.

## Palmarès
- 1919 (dilettanti)

Tre Valli Varesine
- 1920 (dilettanti)

Campionati italiani, Prova in linea dilettanti
Coppa Santagostino
Coppa Italia (con Bianchi, Guidi e Vigna)
- 1922 (Maino, tre vittorie)

Coppa Alessandria
Coppa Cantù
Coppa Cavaciocchi
- 1923 (Berrettini, tre vittorie)

Campionati italiani, Prova in linea professionisti juniores
Coppa San Giorgio
Tour du Lac Léman
- 1924 (Maino, una vittoria)

Giro dell'Umbria, valevole come Campionati italiani, Prova in linea professionisti juniores
- 1925 (Wolsit, una vittoria)

3ª tappa Giro d'Italia (Arenzano > Pisa)
- 1926 (Wolsit, una vittoria)

10ª tappa Giro d'Italia (Bologna > Udine)

## Piazzamenti

### Grandi Giri
- Giro d'Italia

1922: ritirato
1923: 12º
1925: 7º
1926: 6º
1927: ritirato
1929: ritirato
1931: ritirato

### Classiche monumento
- Milano-Sanremo

1917: 6º
1922: 6º
1923: 5º
1924: 4º
1925: 4º
1927: 17º
1928: 8º
1929: 9º
1931: 31º
- Parigi-Roubaix

1925: 2º
- Giro di Lombardia

1917: 13º
1918: 14º
1920: 14º
1921: 21º
1922: 14º
1923: 7º
1924: 7º
1929: 8º

### Competizioni mondiali
- Giochi olimpici

Anversa 1920 - Gara a squadre: 5º
Anversa 1920 - In linea: 21º